# Florian Vermeersch
Florian Vermeersch (ur. 12 marca 1999 w Gandawie) – belgijski kolarz szosowy.

## Osiągnięcia
Opracowano na podstawie:

2019
- 1. miejsce w mistrzostwach Belgii U23 (start wspólny)

2020
- 4. miejsce w Brussels Cycling Classic
- 9. miejsce w BinckBank Tour

2021
- 1. miejsce w klasyfikacji górskiej Tour de Wallonie
- 3. miejsce w mistrzostwach świata U23 (jazda indywidualna na czas)
- 2. miejsce w Paryż-Roubaix

2022
- 1. miejsce w Antwerp Port Epic

2023
- 2. miejsce w Boucles de l’Aulne

## Rankingi
| Rok             | 2019 | 2020 | 2021 | 2022 | 2023 |
| --------------- | ---- | ---- | ---- | ---- | ---- |
| World Ranking   | 947. | 149. | 110. | 269. | 44.  |
| UCI Europe Tour | 682. | 123. | 94.  | 218. | 39.  |
|                 |      |      |      |      |      |
| Źródło: UCI     |      |      |      |      |      |